# 數位建築
數位建築，是以電腦3D繪圖、演算法、模擬及影像資訊來建立虛擬及實體構造，該術語也被用於指其他建築領域的數位技術架構，但至今該名詞並未有明確的領域描述可完整定義其工法、準則等。數位建築包含流線設計的數位外觀或形體，近年來，世界各國的建築師，如：薩哈·哈帝、卡斯‧歐斯特豪斯及UN studio等，正引領著新型態建築造型的發展。

## 發展歷史
1989年，法蘭克·蓋瑞建築師以華特·迪士尼音樂廳一案獲得普立茲克建築獎，數位建築從此成為建築理論的一環。
2000年起，遠東國際數位建築設計獎（Feidad）開始表揚「以數位媒體為輔所建立的創新設計」，透過獎項及相關領域建築師將可對數位建築及數位設計領域定義出更明確的成長方向。
2004年，薩哈·哈帝建築師又以沙拉哥薩橋獲得普立茲克建築獎，且為女性獲獎的首位，更使得數位建築從此被賦予一種未來建築的象徵。
2008年，北京舉辦奧運，主場館北京國家體育場由赫爾佐格和德梅隆建築師事務所設計，成為大型賽事使用數位建築的例子。
2009年於英國倫敦所舉辦的研討會：Digital Architecture London（倫敦數位建築）也介紹了最新的數位設計發展現況。
2014年，由日本建築師伊東豊雄所設計的臺中國家歌劇院完工，也使數位建築在台灣開始嶄露頭角。運用數位手法設計建築可能不涉及實際材料（如：磚、石材、玻璃、鋼鐵及木材等）探討，數位建築可進行複雜的計算，讓建築師透過電腦運算出複雜的形體，透過演算法可簡化複雜形體的設計流程。

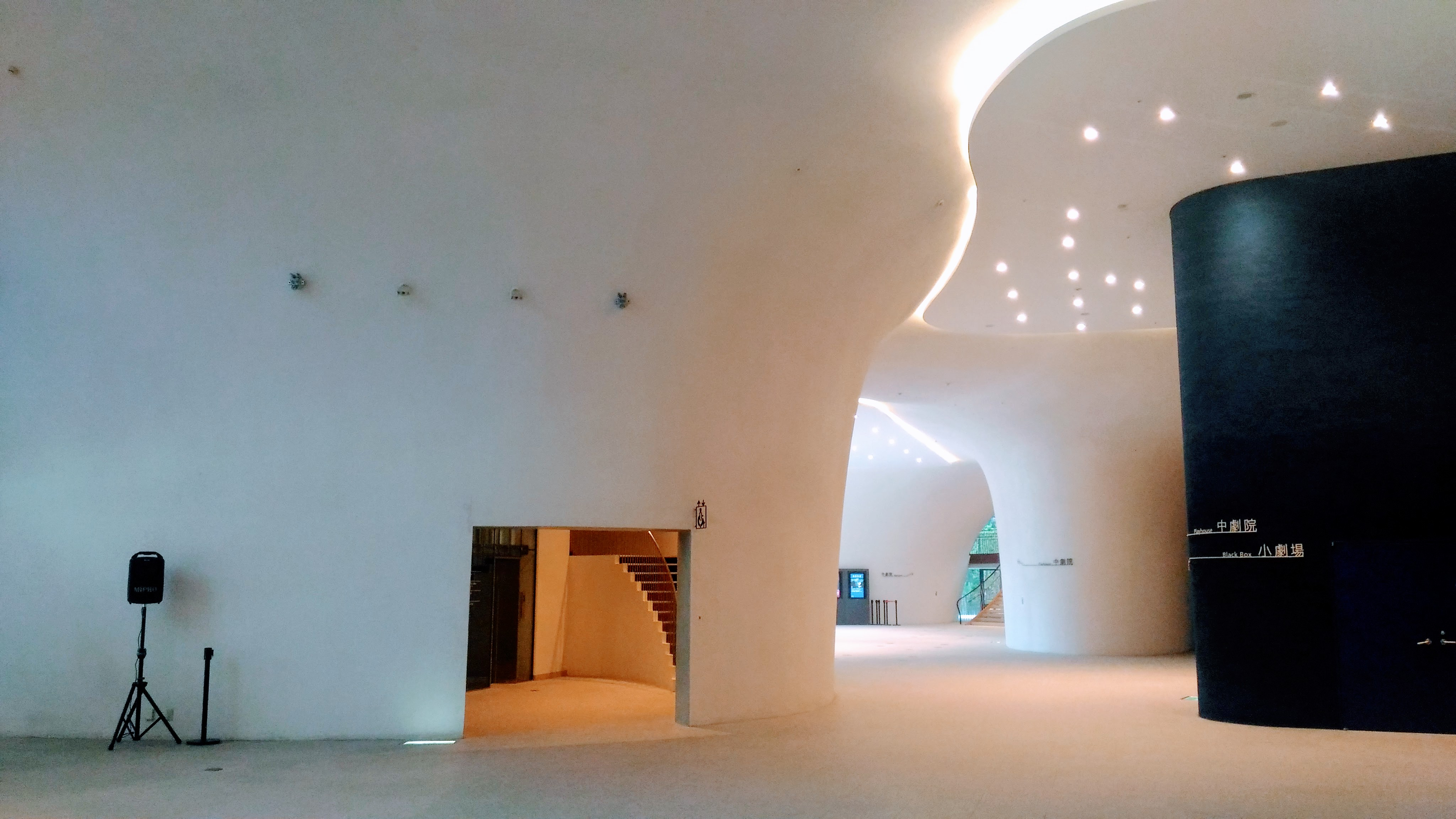
國家表演藝術中心-臺中國家歌劇院內部空間

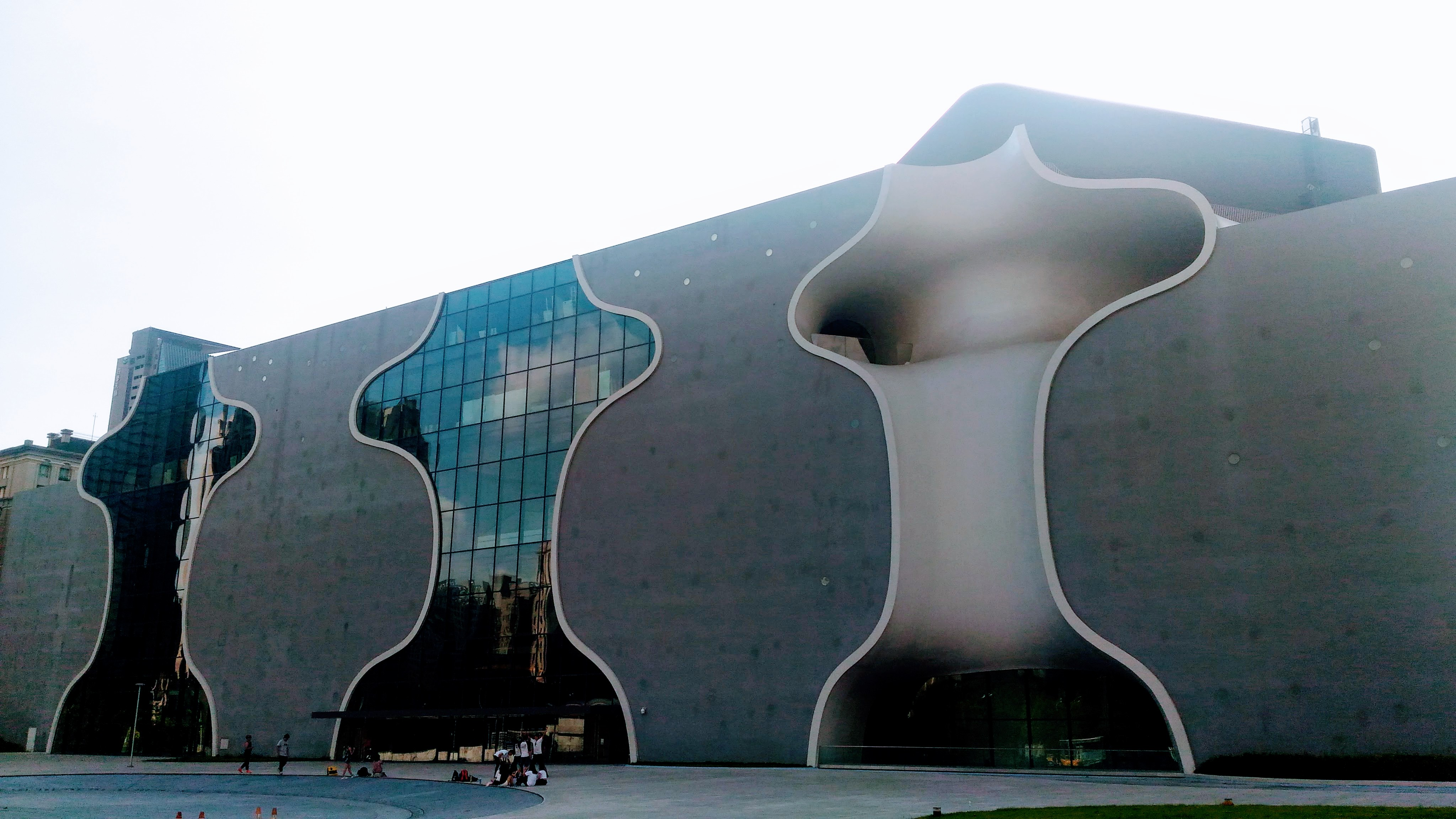
國家表演藝術中心-臺中國家歌劇院外觀

## 建築師
- 法蘭克·蓋瑞
- 薩哈·哈帝
- 伊東豊雄
- 卡斯‧歐斯特豪斯
- UN studio
- 聖地牙哥·卡拉特拉瓦
- Ennead Architects LLP[3]

## 深入閱讀

### 一般
- 邱茂林等/編，CAAD TALKS 1 數位建築發展，田園城市，2003. ISBN 986-770-5017
- Oxman, Rivka and Oxman Robert 'Architectural Design - The New Structuralism: Design, Engineering and Architectural Technologies' （页面存档备份，存于） Wiley, 2010. ISBN 978-0-470-74227-3.

- Lynn, Greg. Animate Form. Princeton Architectural Press, 1998. ISBN 1568980833.

### 教育
- Roudavski, Stanislav (2011). 'Selective Jamming: Digital Architectural Design in Foundation Courses', International Journal of Architectural Computing, 9, 4, pp. 437–461
- Andia, Alfredo (2002). 'Reconstructing the Effects of Computers on Practice and Education during the Past Three Decades' （页面存档备份，存于）, Journal of Architectural Education, 56, 2, pp. 7–13

## 外部連結

### 資料庫
- Cumulative Index of Computer Aided Architectural Design (CUMINCAD) （页面存档备份，存于）

### 學術期刊

#### 主要
- International Journal of Architectural Computing （页面存档备份，存于）

#### 相關
- Digital Creativity （页面存档备份，存于）
- Nexus Network Journal （页面存档备份，存于）

### 協會與組織
- Association for Computer-Aided Architectural Design Research in Asia (CAADRIA) （页面存档备份，存于）
- Association for Computer-Aided Design in Architecture (ACADIA) （页面存档备份，存于）
- CAADFutures Foundation
- Education and research in Computer Aided Architectural Design in Europe (eCAADe) （页面存档备份，存于）
- The Iberoamerican Society of Digital Graphics (SIGraDi) （页面存档备份，存于）

### 部落格與論壇
- Architectural design and CAD Drafting News
- Archinect Discussion Forum （页面存档备份，存于）